# Dumpa mig
„Dumpa mig” – debiutancki singel szwedzkiej piosenkarki Veroniki Maggio, który został wydany w 2006 roku przez Universal Music AB.

## Lista utworów
- CD singel (2006)[1]

1. „Dumpa mig” (Radio Version) – 3:38
2. „Dumpa mig” (Extended Version) – 4:21

## Notowania na listach przebojów
| Kraj    | Lista (2006)   | Najwyższa pozycja |
| ------- | -------------- | ----------------- |
| Szwecja | Top 60 Singles | 14                |